# (5876) 1990 DM2
(5876) 1990 DM2 là một tiểu hành tinh vành đai chính. Nó được phát hiện bởi Henri Debehogne ở Đài thiên văn La Silla ở Chile ngày 24 tháng 2 năm 1990.